# Svetlana Evgen'evna Savickaja
Svetlana Evgen'evna Savickaja (in russo Светлана Евгеньевна Савицкая?; Mosca, 8 agosto 1948) è una cosmonauta e politica sovietica.

## Biografia
Nasce da famiglia molto famosa in Unione Sovietica in quanto il padre, Evgenij Savickij, fu un pilota militare pluridecorato durante la Seconda Guerra mondiale. Inoltre il padre fu, successivamente alla Guerra, nominato Comandante in capo della Difesa Aerea sovietica (VVS). Iniziò, all'età di 16 anni, a lanciarsi col paracadute di nascosto alla famiglia. Quando il padre la scoprì, incoraggiò la sua passione al punto che, all'età di 17 anni, aveva all'attivo già ben 450 lanci.
A 18 anni stabilì due volte il record di altitudine di lancio stratosferico lanciandosi prima da 13.800 metri e poi da 14.250. Nel periodo tra il 1975 ed il 1978 effettuò con una Mikojan-Gurevič MiG-25 E-133 diversi voli record. Il 22 giugno 1975 raggiunse con 2.683 km/h un nuovo ed assoluto primato di velocità. Nel 1980 venne selezionata per il ruolo di cosmonauta. Con due missioni nello spazio raggiunse poco meno di 20 giorni di volo nello spazio.
Durante la sua missione del programma Sojuz, la Sojuz T-7, divenne la seconda donna in assoluto a volare nello spazio, dopo lo storico volo di Valentina Tereškova. Erano passati ben 19 anni dalla missione Vostok 6 prima che la seconda donna raggiungesse lo spazio. Savickaja divenne indimenticabile grazie alla sua seconda missione nello spazio, la Sojuz T-12. Durante questa, per la precisione il 25 luglio 1984 effettuò la prima attività extraveicolare di una donna nello spazio. Tale attività durò per poco più di tre ore e mezzo.
Attualmente è membro della Duma di Stato, eletta nelle liste del Partito Comunista della Federazione Russa.